# Сьелу, Сезар
Сезар Аугусту Сьелу Филью-младший (порт. César Augusto Cielo Filho; род. 10 января 1987 года, Санта-Барбара-д’Уэсти, штат Сан-Паулу) — бразильский пловец, олимпийский чемпион 2008 года на дистанции 50 метров вольным стилем, 11-кратный чемпион мира (6 раз — в 50-метровых бассейнах и 5 раз в 25-метровых). Семикратный чемпион Панамериканских игр (2007 и 2011). Выступал в плавании вольным стилем и баттерфляем на короткие дистанции. Единственный в истории бразилец, выигравший олимпийское золото в плавании.
Действующий рекордсмен мира на дистанции 50 метров вольным стилем на «длинной воде». В 2009—2022 годах также владел мировым рекордом на дистанции 100 метров вольным стилем на «длинной воде».

## Биография

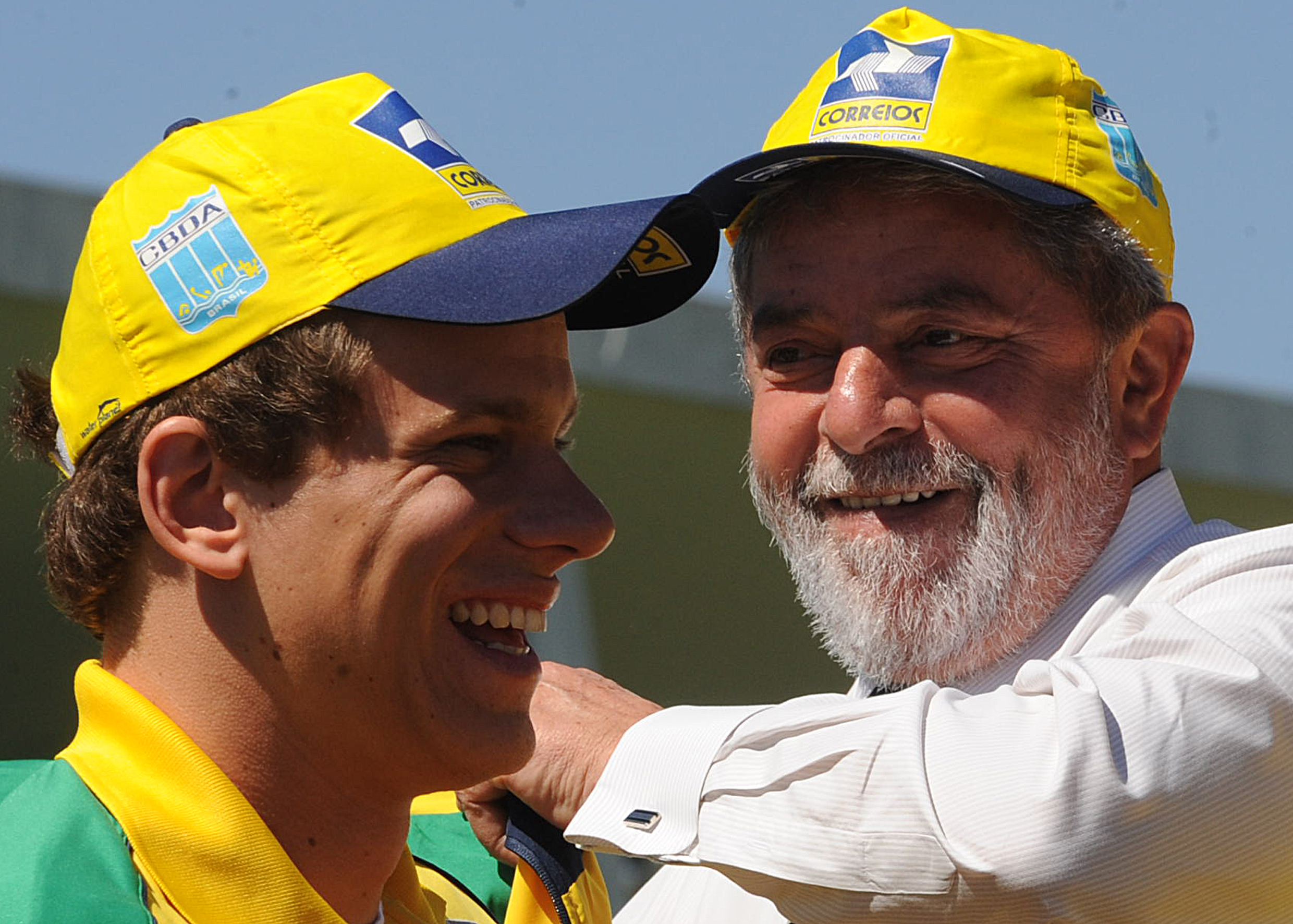
Сезар Сьелу (слева) и президент Бразилии Лула

В мае 2011 года в анализах Сезара и других 3 бразильских пловцов был обнаружен запрещённый препарат фуросемид. Национальная федерация плавания Бразилии сочла объяснения спортсменов достаточными (они заявили, что запрещённое вещество содержалось в поддельных витаминах) и вынесла им лишь предупреждения. ФИНА опротестовала это решение. Дело было рассмотрено Спортивным арбитражным судом в Лозанне 20 июля 2011 года, в результате Сьелу избежал дисквалификации и смог выступить на чемпионате мира 2011 года в Шанхае, где завоевал 2 золотые медали на дистанциях 50 м вольным стилем и 50 м баттерфляем.
В 2013 году на чемпионате мира в Барселоне вновь выиграл два золота, став первым на дистанциях 50 метров вольным стилем и баттерфляем. В декабре 2014 года на чемпионате мира по плаванию на короткой воде в Дохе выиграл три золота (два — в эстафетах) и две бронзы.
В 2016 году пытался отобраться на домашние Олимпийские игры в Рио-де-Жанейро, но на дистанции 100 метров вольным стилем показал только 7-е время в предварительных заплывах, отказавшись от участия в финале, а на 50 метрах вольным стилем показал третий результат, тогда как от одной страны на дистанции на Играх могут выступить только двое (места в команде получили Бруно Фратус и Итало Дуарте).